# Wilhelm Giesbrecht
Wilhelm Giesbrecht (Königsberg, 22 de março de 1866 — Governador Valadares, 10 de janeiro de 1957) foi um engenheiro alemão naturalizado brasileiro que construiu inúmeras ferrovias no Brasil e teve parte na fundação de Jaguariúna (São Paulo). No Brasil era também conhecido como Guilherme Giesbrecht.

## Biografia
Wilhelm Giesbrecht nasceu em Königsberg (atual Kaliningrado, Rússia), filho de August e Frederika Giesbrecht. Depois de seus estudos de engenharia na Universidade de Königsberg (Albertus Universität Königsberg), Giesbrecht emigrou ao Brasil,
chegando dia 24 de Julho de 1885 ao Porto do Rio de Janeiro, com o vapor "Baltimore" vindo de Bremen. Desde sua chegada ao Brasil, trabalhou em diferentes pontos do território nacional, em obras pioneiras, como a Estrada de Ferro Minas-Rio, Três Corações a Varginha, Estrada de Ferro Bahia-Minas e Itabira-Diamantina, e como engenheiro-chefe da Mogiana (São Paulo), em 1895, como engenheiro da E. F. Bahia-Minas, entre 1899 e 1905. Foi ainda agrimensor na Comissão de Terras em Teófilo Otoni e fez serviços de engenharia entre Teófilo Otoni e Fortaleza (hoje Pedra Azul).
Em 1892 estava no local onde hoje existe Jaguariúna, em São Paulo, contratado por ferrovias — entre elas a Mogiana — como engenheiro. Em 1894 foi contratado pelo coronel Amâncio Bueno para desenvolver o projeto da "Villa Bueno", que daria origem à cidade (na planta desenhada por ele, chamado de Gieserecht). Além do projeto, ele seria responsável pelo arruamento e pela construção das primeiras onze casas e da igreja. O arruamento foi feito geometricamente e, para adaptá-lo à topografia da localidade, o eixo urbano foi deslocado da área onde estava localizada a estação ferroviária. Hoje, Giesbrecht é considerado um dos co-fundadores da cidade.

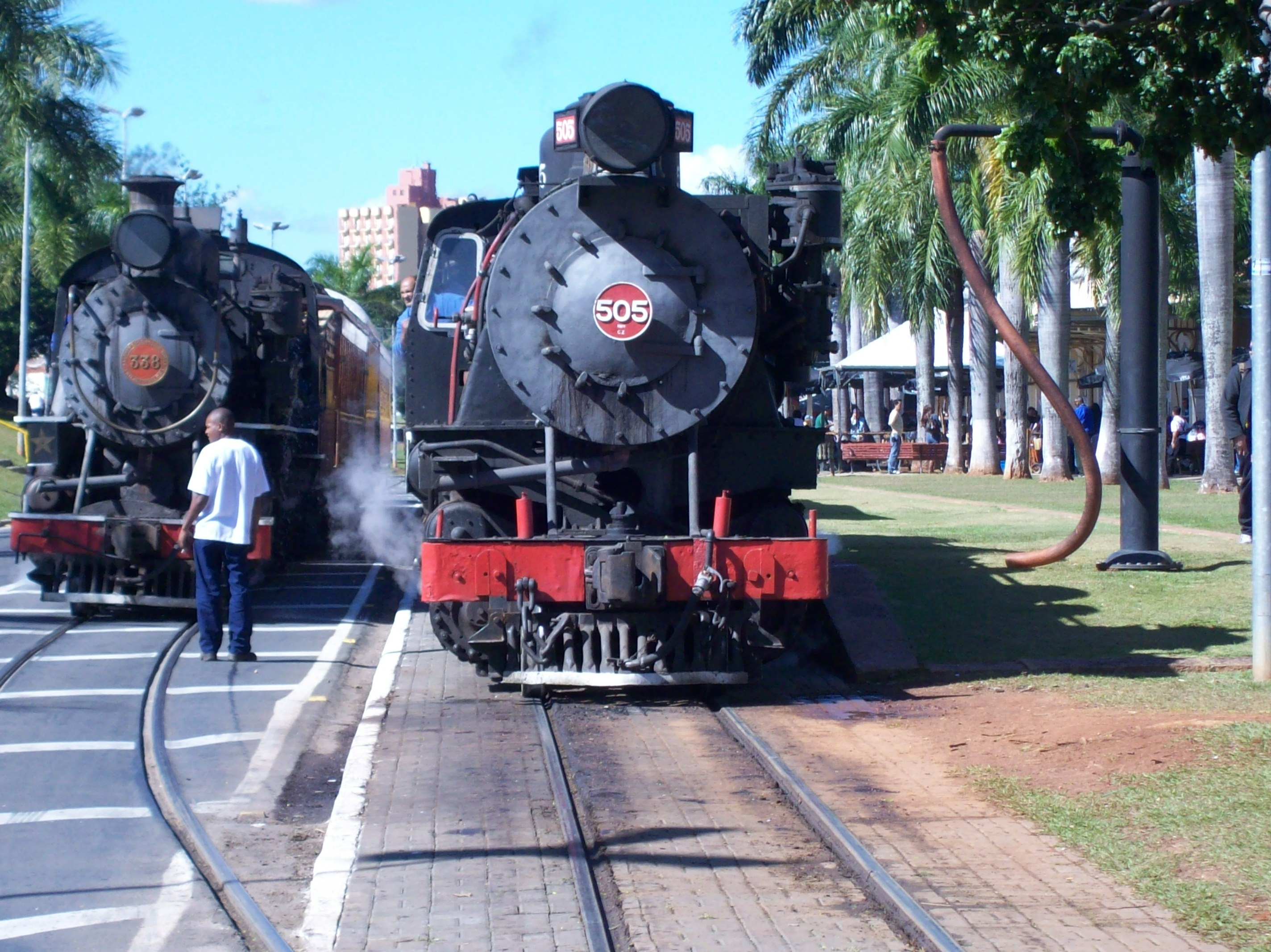
Maria Fumaça no Centro Cultural de Jaguariúna

De 1907 a 1910 trabalhou no reconhecimento da área Jequié (Bahia) - Figueira (Minas Gerais) (hoje Governador Valadares). Posteriormente, deslocou-se para Aquidauana (Mato Grosso), e, em 1919, a Lauro Müller (Santa Catarina). Entre 1923 e 1924, projetou o prolongamento da linha da Este–Brasileira (E.F. Bahia-Minas), no trecho Montes Claros–Bocaiúva–Araçuaí. Em 1931, era engenheiro residente da Secretaria de Viação de Minas Gerais.
Finalmente, no ano de 1934 teve destacada atuação na construção da estrada Itambacuri-Figueira, onde até 1941 construiria pontes, edifícios, prédios escolares, cadeias e o campo de aviação em Governador Valadares (1941).
Giesbrecht era casado com Maria Margarida Aguilar Giesbrecht e veio a falecer em 10 de janeiro de 1957, aos 90 anos. Era naturalizado brasileiro, conforme despacho da Presidência da República em 15 de junho de 1940.
Destacou-se ainda nos estudos da implantação e traçado da estrada pioneira (mais tarde aproveitada para o leito da Rio-Bahia) e nos estudos de O Problema de um Porto para Minas, onde Giesbrecht faz severas críticas aos políticos inescrupulosos que já prejudicavam acintosamente Minas Gerais, como também em assuntos relacionados à ecologia e a estudos geográficos e sociológicos. Deixou em Governador Valadares grande volume de documentos e fotos históricas e foi consagrado como o primeiro ecólogo de todo o Vale do Rio Doce.
Em 2008, Giesbrecht foi homenageado no samba de enredo "A onça vai beber água. Jaguariúna, desenvolvimento e qualidade de vida nos trilhos do tempo" da GRES Pérola Negra. Há ainda em Jaguariúna um bairro chamado Vila Guilherme Giesbrecht, com 118 moradias.